# Simon J. Smith
Simon James Smith (nacido el 16 de septiembre de 1968) es un animador, director, y actor de doblaje británico. Es conocido por su trabajo en DreamWorks Animation. Smith llegó a PDI/DreamWorks en 1997 como jefe de maquetación de la división de largometrajes de la empresa. Un veterano de la animación CG con casi 25 años de experiencia, Smith supervisó el departamento de diseño en la primera película animada de PDI/DreamWorks, Antz, y se desempeñó como jefe de diseño en Shrek. Luego dirigió la experiencia de Universal Studios Theatre Shrek 4-D, seguida del corto Far Far Away Idol. Su primer largometraje como director fue en 2007, con Bee Movie. Luego dirigió otro cortometraje en DVD, Megamind: The Button of Doom, antes de codirigir, con Eric Darnell, el spin-off de comedia y acción de espías de la serie Madagascar, Los pingüinos de Madagascar.

## Primeros años y vida personal
Smith nació el 8 de septiembre de 1968 en Cardiff, Gales, de padres ingleses que tenían ascendencia galesa. Se mudó a Inglaterra cuando era niño en 1970, pero aún visita Gales con frecuencia. Se considera galés-inglés. Sus abuelos nacieron todos en Cardiff, Gales, pero emigraron a Inglaterra. Es dueño de casas en Los Ángeles, Londres y Cardiff.

## Carrera
Smith comenzó su carrera en Londres, donde trabajó en SVC Television, la casa de edición y efectos Framestore y la casa de postventa VTR, donde estableció su propio departamento de 3D. Inmediatamente antes de unirse a PDI/DreamWorks, Smith se desempeñó en The Mill como supervisor de CG en proyectos comerciales para Nike, Honda, Volvo y VW Polo. Fue un pionero en el campo de la previsualización y utilizó ese conjunto de habilidades para crear el departamento de diseño de PDI, que se convirtió en una parte integral del proceso de realización de películas de PDI. Smith también fue fundamental para ayudar a establecer un departamento de diseño de CG para Aardman Animations para la producción de Chicken Run. Conocido por su trabajo en el premiado video pop Go West para Pet Shop Boys, Smith también recibió el primer premio Gold Leaf por su trabajo como director en 3D en el comercial West Lites. Smith supervisó el departamento de diseño de la primera película animada de PDI/DreamWorks, Antz, y se desempeñó como jefe de diseño en Shrek. Luego dirigió la experiencia de Universal Studios Theatre Shrek 4-D, seguida del corto Far Far Away Idol. Su primer largometraje como director fue en 2007, con Bee Movie. Luego dirigió otro cortometraje en DVD, Megamind: The Button of Doom, antes de codirigir, con Eric Darnell, el spin-off de comedia y acción de espías de la serie de Madagascar, Penguins of Madagascar . Ha expresado interés en dirigir una película animada ambientada en Gales.

## Filmografía

### Dirección
| Año  | Título                       | Notas                         |
| ---- | ---------------------------- | ----------------------------- |
| 2003 | Shrek 3-D                    |                               |
| 2004 | Far Far Away Idol            |                               |
| 2007 | Bee Movie                    | también voz de Camionero/Chet |
| 2011 | Megamind: The Button of Doom |                               |
| 2014 | Los pingüinos de Madagascar  | [ 2 ] [ 3 ]                   |

### Animación
| Año  | Título      | Rol                 | Notas                      |
| ---- | ----------- | ------------------- | -------------------------- |
| 1998 | Antz        | Jefe de diseño      |                            |
| 2000 | Chicken Run | Agradecimientos     |                            |
| 2001 | Shrek       | Jefe de diseño      | También voz de Ratón Ciego |
| 2004 | Shrek 2     | Consultor de diseño |                            |